# (3228) Pire
Pour les articles homonymes, voir Pire.
(3228) Pire est un astéroïde de la ceinture principale découvert le 8 février 1935 à l'observatoire royal de Belgique à Uccle par l'astronome belge Sylvain Arend (1902-1992). Sa désignation provisoire était 1935 CL.
Il porte le nom du Père Dominique Pire (1910-1969).